# Albinaria profuga
Albinaria profuga is een slakkensoort uit de familie van de Clausiliidae. De wetenschappelijke naam van de soort is voor het eerst geldig gepubliceerd in 1852 door Charpentier.